# Morteaux-Coulibœuf
Morteaux-Coulibœuf (Ausspracheⓘ) ist eine französische Gemeinde mit 607 Einwohnern (Stand: 1. Januar 2022) im Département Calvados in der Region Normandie. Sie gehört zum Arrondissement Caen und zum Kanton Falaise.

## Geografie
Morteaux-Coulibœuf liegt rund 10 km ostnordöstlich von Falaise. Umgeben wird die Gemeinde von Vicques im Norden, Louvagny im Nordosten, Barou-en-Auge im Osten, Norrey-en-Auge im Südosten, Beaumais im Süden, Fresné-la-Mère im Südwesten, Damblainville im Westen sowie Bernières-d’Ailly in nordwestlicher Richtung.

## Bevölkerungsentwicklung
| Jahr                             | 1793 | 1836 | 1876 | 1926 | 1946 | 1968 | 1990 | 2016 |
| Einwohner                        | 656  | 557  | 713  | 623  | 654  | 620  | 517  | 638  |
| Quelle: Cassini, EHESS und INSEE |      |      |      |      |      |      |      |      |

## Sehenswürdigkeiten
- Kirche aus dem 13. Jahrhundert, seit 1928 Monument historique[2]
- Abschnitt einer Römerstraße